# 宮島大典
宮島 大典（みやじま だいすけ、1963年6月6日 - ）は、日本の政治家。長崎県佐世保市長（1期）。長崎県議会議員（通算2期）、衆議院議員（2期）、防衛大臣政務官（野田第3次改造内閣）、民主党副幹事長などを歴任した。

## 概要

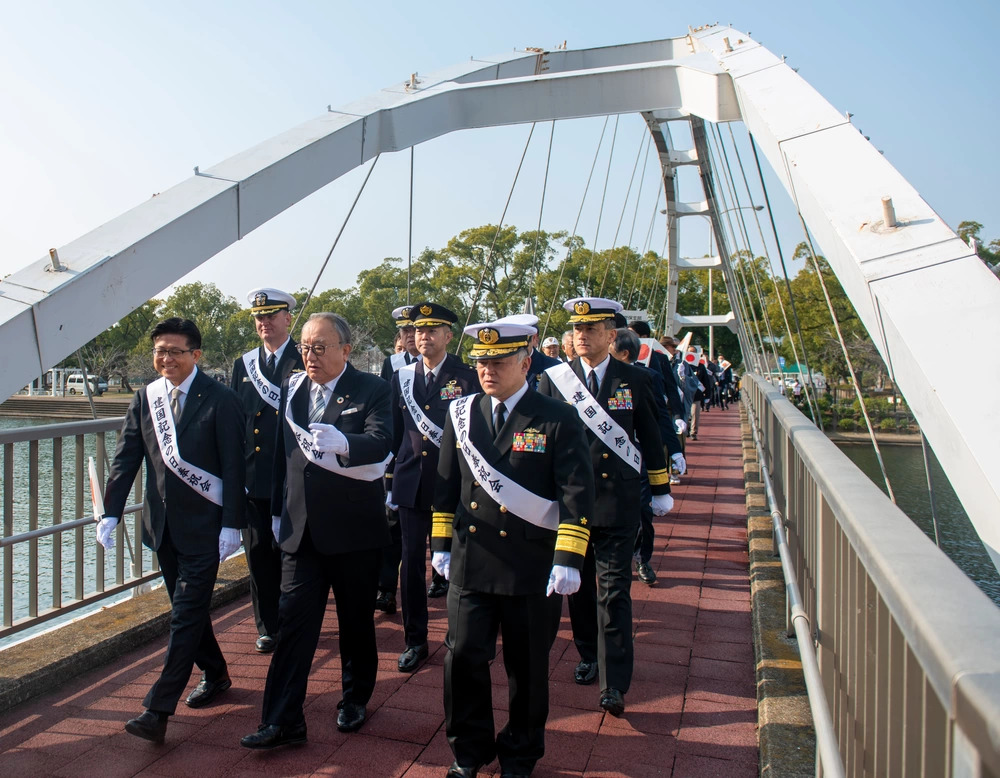
建国記念の日

長崎県佐世保市生まれ。佐世保市立山手小学校、青雲中学校・高等学校、一橋大学社会学部卒業。
1991年、長崎県議会議員選挙に立候補し、初当選。1995年、第17回参議院議員通常選挙に自由民主党公認で長崎県選挙区から立候補したが、新進党公認の田浦直に敗れ、次点で落選。
1998年、長崎4区選出衆議院議員・金子原二郎の長崎県知事選挙立候補に伴う補欠選挙に自民党公認で立候補。元自民党衆院議員で、1995年の参院選で長崎県選挙区の議席を争った自由党公認の松田九郎らを破り、当選。2000年の第42回衆議院議員総選挙では、長崎4区で保守系無所属の北村誠吾に敗れ、比例復活も叶わず落選した。2003年の第43回衆議院議員総選挙では比例九州ブロック単独候補として立候補したが、再び落選。その後自民党に離党届を提出し民主党に入党した。2005年の第44回衆議院議員総選挙には民主党公認で長崎4区から立候補したが、再び北村に敗れた。
2009年の第45回衆議院議員総選挙では、長崎4区で北村を破り、9年ぶりに国政に復帰。
2011年、民主党副幹事長に就任。
2012年10月、野田第3次改造内閣で防衛大臣政務官に任命された。同年12月の第46回衆議院議員総選挙では、再び北村に敗れ比例復活もならず落選した。2014年12月の第47回衆議院議員総選挙でも北村に敗れ比例復活もならず落選した。
2017年の第48回衆議院議員総選挙に希望の党公認で立候補したが落選した。その後、希望の党が分党した際は国民民主党に参加した。
次期衆議院議員選挙には、長崎4区の党公認候補として内定していたが、その後、翌2019年4月の長崎県議会議員選挙に無所属での立候補の意向を表明したことにより、国民民主党は2018年10月31日付で公認内定を取り消した。2019年4月7日、投開票の結果、当選。
当選直後は国民民主党の党籍を有していたが、2020年2月17日には国民民主党や社会民主党・立憲民主党などで構成される県議会会派「改革21」を離脱し、1人会派「オールながさき」を結成した。
2022年2月20日に行われた長崎県知事選挙では、自民党長崎県連と日本維新の会が推薦した医師の大石賢吾を支援した。大石は541票差で現職の中村法道を下し初当選した。
同年10月26日、翌年に投開票が行われる佐世保市長選挙に立候補する意向を表明した。同年12月6日、佐世保市議会議員の橋之口裕太が市長選へ立候補する意向を表明した。2023年2月、宮島は長崎県議会議員を辞職。市長選における主要候補者の支援者・支援団体の内訳は以下の通り。
- 宮島 - 長崎県医師連盟佐世保支部、長崎県歯科医師連盟、長崎県看護連盟、連合長崎が推薦。知事の大石賢吾、衆議院議員の谷川弥一、立憲民主党県議の山田朋子、社民党県議の堤典子が支援[13][14][15][16][17][18]。

- 橋之口 - 自民党長崎県連、自民党佐世保支部が推薦。朝長則男市長の政治団体「ともなが則男後援会」が支援[16]。

2023年4月23日に投開票が行われ、宮島は橋之口ら2候補を破り初当選した。
※当日有権者数：196,449人 最終投票率：52.88%（前回比：2.77pts）
| 候補者名   | 年齢 | 所属党派 | 新旧別 | 得票数   | 得票率 | 推薦・支持 |
| ---------- | ---- | -------- | ------ | -------- | ------ | ---------- |
| 宮島大典   | 59   | 無所属   | 新     | 54,073票 | 53.03% |            |
| 橋之口裕太 | 39   | 無所属   | 新     | 43,525票 | 42.68% |            |
| 田中隆治   | 79   | 無所属   | 新     | 4,376票  | 4.29%  |            |

## 政策・主張

### 憲法
- 憲法改正について、2017年の朝日新聞社のアンケートで「どちらかといえば賛成」と回答[20]
- 9条改憲について、2014年の毎日新聞社のアンケートで「賛成」と回答[21]
- 2014年7月1日、政府は従来の憲法解釈を変更し、集団的自衛権の行使を容認することを閣議で決定[22]。この閣議決定を評価するかとの問いに対し、同年の朝日新聞社のアンケートで「どちらかと言えば評価しない」と回答[23]。集団的自衛権の行使に賛成かとの問いに対し、同年の毎日新聞社のアンケートで「反対」と回答[21]。

### 外交・安全保障
- 「他国からの攻撃が予想される場合には敵基地攻撃もためらうべきではない」との問題提起に対し、2017年のアンケートで「どちらかといえば賛成」と回答[20]。
- 日本による過去の植民地支配と侵略を認めて謝罪した「村山談話」の見直し論議について、2014年の毎日新聞社のアンケートで「見直すべきでない」と回答[21]。
- 従軍慰安婦に対する旧日本軍の関与を認めた「河野談話」の見直し論議について、2014年の毎日新聞社のアンケートで「見直すべきでない」と回答[21]。
- 「北朝鮮に対しては対話よりも圧力を優先すべきだ」との問題提起に対し、2017年のアンケートで「どちらかとも言えない」と回答[20]。

### その他
- 選択的夫婦別姓制度導入について、2014年の朝日新聞社のアンケートで「どちらかといえば反対」と回答[23]。
- 同性婚を可能とする法改正について、2017年の朝日新聞社のアンケートで「どちらかといえば反対」と回答[20]。
- アベノミクスについて、2017年の朝日新聞社のアンケートで「どちらかといえば評価しない」と回答[20]。
- 安倍内閣による森友学園問題・加計学園問題への対応について、2017年の朝日新聞社のアンケートで「評価しない」と回答し[20]。
- 「治安を守るためにプライバシーや個人の権利が制約されるのは当然だ」との問題提起に対し、2017年の朝日新聞社のアンケートで「どちらかと言えば反対」と回答[20]。
- 首相の靖国神社参拝について、2014年の朝日新聞社のアンケートで「どちらかと言えば賛成」と回答[23]。
- 「『道徳』を小中学校の授業で教え、子供を評価することに賛成か、反対か」との問いに対し、2014年の毎日新聞社のアンケートで「賛成」と回答[21]。

## 不祥事

### 佐世保市長選挙後の当選礼状の送付
2023年4月の佐世保市長選挙の際、当選後に当選礼状とみなされる恐れがあるあいさつ状を市内の企業や団体などに800通以上送っていた。公職選挙法は当選や落選に関するあいさつを目的とした文書頒布などを禁じており、同法に抵触する可能性がある。宮島の事務所によると、あいさつ状は5月に「佐世保市長　宮島大典」の名で企業や団体などに送付。「お陰さまで5万4073票の得票をいただき当選の栄誉を勝ち取ることができました。これも偏に心を一つにして戦ってくださった皆様ひとりひとりのお力添えの賜物であり深く感謝いたします」と支援に対する謝辞をつづった。6月9日、宮島は記者会見で「文書の中に、公職選挙法で禁じられている当選御礼ととらえられる文言があった。（自分が文面を）確認しないまま事務所が送付したことはひとえに管理体制の不備、私の責任だ。大変申し訳ない」と陳謝した。